# バンブーエール
バンブーエール (Bamboo Ere) は日本の競走馬。おもな勝鞍はJBCスプリント、東京盃、クラスターカップ。馬名の由来は冠名とオランダプロサッカーリーグ・エールディヴィジ (Eredivisie) のエールから。

## 戦歴
2歳夏の小倉競馬場にてデビュー。明け3歳春昇竜ステークスを勝った後、交流GIに出走。ジャパンダートダービー、ダービーグランプリにて共に2着に入る好走を見せる。この後一息入れ、2007年初頭から始動するも平安ステークス、佐賀記念と二桁着順に敗れる。これを境にダート短距離路線に転向し、5月に栗東ステークスを制するも左ヒザの骨折を発症し1年2カ月の長期療養を余儀なくされる。
2008年7月、復帰レースとなるプロキオンステークスをひと叩きした後、北陸ステークスをレコードにコンマ3秒差の1分9秒9の好時計で快勝。続くBSN賞も勝利しペルセウスステークスではトップハンデを背負うもユビキタス以下を完封、オープン特別3連勝を飾る。
11月、迎えたJBCスプリントではスタート直後から先頭に立つとそのままスマートファルコンらの追撃をかわし逃げ切り勝ち。初のGIタイトルを手にした。
2009年緒戦は2月1日の根岸ステークスに出走、1番人気に支持されたが、5着に終わった。続くフェブラリーステークスでは8着だった。
その後ドバイゴールデンシャヒーンに選出されたため美浦トレーニングセンターで、ドバイワールドカップに出走するカジノドライヴと共に検疫を受け、3月16日の成田空港からのチャーター便で出国した。そして、3月28日のドバイゴールデンシャヒーンに出走したが4着に敗れた。
日本に帰国後は5月27日のさきたま杯に出走したが、2着に敗れた。続く7月12日のプロキオンステークスでは2番人気に推され、レースでは好位追走も3着に敗れた。その後、盛岡競馬場での開催となった8月14日のクラスターカップに出走。レースではスタートから押してハナに立つと、そのまま粘りきり、重賞2勝目を挙げた。続く9月30日の東京盃では道中3番手でレースを進め、直線で抜け出し、スーニの追撃を振り切って快勝、重賞3勝目を挙げたが、2日後の10月2日に右前浅屈腱炎が判明、全治9か月以上の長期休養を余儀なくされ、以降復帰することなく2011年12月9日付けで競走馬登録を抹消。

## 種牡馬時代
引退（登録抹消）当初、北海道浦河町のバンブー牧場で種牡馬となる予定と発表されていたが、イーストスタッドに変更され種牡馬入りした。2021年現在の種付料は受胎条件20万円（フリーリターン特約付）、出生条件30万円。
初年度（2012年）の種付頭数は10頭、以後2018年度まで毎年10頭前後で推移。産駒デビュー後、2015年の地方競馬新種牡馬ランキング4位となる。勝ち上がり率が高く、2015年産のクリノヒビキが地方重賞を複数制覇するなど活躍馬が現れ始め2019年度の種付頭数は26頭と前年度の11頭より倍増、2020年度も38頭に増加した。
産駒からは地方重賞馬を複数輩出、中央競馬でも2020年にダンツゴウユウがリステッド競走である大沼ステークスを制覇、2021年には現役時代2着に敗れたジャパンダートダービーをキャッスルトップが制し、グレード制重賞ならびにGI級競走初制覇となった。

### 主な産駒

#### グレード制重賞優勝馬
太字はGI級競走。
- 2018年産
  - キャッスルトップ（ジャパンダートダービー）

#### 地方重賞優勝馬
- 2015年産
  - クリノヒビキ（岐阜金賞、園田オータムトロフィー）
- 2016年産
  - スーパージンガ（花吹雪賞、ル・プランタン賞、佐賀皐月賞、九州ダービー栄城賞、佐賀王冠賞、ロータスクラウン賞）
- 2019年産
  - サンオークレア（ヒダカソウカップ、グランシャリオクイーンズ、レジーナディンヴェルノ賞）
- 2020年産
  - ブレイブアモーレ（佐賀ユースカップ、ロータスクラウン賞）[13]
- 2021年産
  - ダテノショウグン（ハイセイコー記念、黒潮盃）[14]

## エピソード
寒い時期が苦手であったとしている。安達昭夫調教師は「（2009年の）根岸SやフェブラリーSの時は追い切りの動きからピリッとしなかった」とし、松岡正海騎手はフェブラリーSのレース後に「夏場の方が（体調が）良かった気がする」とした。

## 競走成績
| 年月日 | 年月日 | 年月日 | 競馬場       | 競走名             | 格     | 頭 数 | 枠 番 | 馬 番 | オッズ （人気） | オッズ （人気） | 着順 | 騎手       | 斤量 [kg] | 距離（馬場）  | タイム （上り3F） | タイム 差 | 勝ち馬/（2着馬）       |
| 2005   | 7.     | 24     | 小倉         | 2歳新馬            |        | 10    | 7     | 7     | 07.3            | 0（3人）        | 03着 | 安藤勝己   | 54        | 芝1200m（良） | 1:10.6 (35.8)     | -1.0      | メイショウテッケル     |
|        | 8.     | 14     | 小倉         | 2歳未勝利          |        | 14    | 3     | 4     | 08.3            | 0（3人）        | 13着 | 安藤勝己   | 54        | ダ1000m（良） | 1:01.5 (37.3)     | -1.4      | シアトルバローズ       |
|        | 8.     | 27     | 小倉         | 2歳未勝利          |        | 14    | 6     | 10    | 19.9            | 0（5人）        | 01着 | 川田将雅   | 52        | ダ1000m（良） | 0:59.6 (36.6)     | -0.0      | （インテリアワード）   |
| 2006   | 4.     | 15     | 阪神         | 3歳500万下         |        | 15    | 8     | 15    | 15.8            | 0（5人）        | 01着 | 秋山真一郎 | 56        | ダ1200m（稍） | 1:11.9 (37.1)     | -0.8      | （ポートジェネラル）   |
|        | 4.     | 29     | 京都         | 端午S              | OP     | 16    | 7     | 14    | 26.5            | 0（7人）        | 07着 | 池添謙一   | 56        | ダ1800m（良） | 1:52.6 (36.8)     | -0.3      | ヤマタケゴールデン     |
|        | 5.     | 20     | 中京         | 昇竜S              | OP     | 16    | 7     | 13    | 12.2            | 0（6人）        | 01着 | 池添謙一   | 56        | ダ1700m（稍） | 1:44.5 (38.2)     | -0.3      | （フィールドオアシス） |
|        | 6.     | 3      | 東京         | ユニコーンS        | GIII   | 16    | 7     | 13    | 12.3            | 0（6人）        | 05着 | 池添謙一   | 56        | ダ1600m（良） | 1:38.1 (38.9)     | -0.9      | ナイキアースワーク     |
|        | 7.     | 12     | 大井         | ジャパンDダービー  | GI     | 14    | 5     | 8     | 16.4            | 0（6人）        | 02着 | 池添謙一   | 56        | ダ2000m（良） | 2:06.3 (40.0)     | -0.2      | フレンドシップ         |
|        | 9.     | 18     | 盛岡         | ダービーグランプリ | GI     | 14    | 2     | 2     | 04.3            | 0（3人）        | 02着 | 池添謙一   | 56        | ダ2000m（稍） | 2:06.3            | -0.0      | マンオブパーサー       |
| 2007   | 1.     | 21     | 京都         | 平安S              | GIII   | 16    | 5     | 9     | 37.9            | （12人）        | 16着 | 上村洋行   | 55        | ダ1800m（良） | 1:52.8 (37.8)     | -1.8      | メイショウトウコン     |
|        | 2.     | 12     | 佐賀         | 佐賀記念           | JpnIII | 12    | 2     | 2     | 04.4            | 0（3人）        | 12着 | 池添謙一   | 56        | ダ2000m（良） | 2:11.1            | -3.7      | サイレントディール     |
|        | 3.     | 31     | 阪神         | コーラルS          | OP     | 16    | 3     | 6     | 30.6            | 0（9人）        | 02着 | 幸英明     | 56        | ダ1400m（稍） | 1:24.6 (36.7)     | -0.2      | ワイルドワンダー       |
|        | 5.     | 13     | 京都         | 栗東S              | OP     | 15    | 1     | 1     | 09.5            | 0（5人）        | 01着 | 幸英明     | 56        | ダ1200m（良） | 1:11.3 (36.7)     | -0.2      | （ゴッドヘイロー）     |
| 2008   | 7.     | 13     | 阪神         | プロキオンS        | GIII   | 13    | 6     | 8     | 84.9            | （11人）        | 04着 | 浜中俊     | 56        | ダ1400m（良） | 1:22.5 (36.1)     | -0.5      | ヴァンクルタテヤマ     |
|        | 8.     | 3      | 新潟         | 北陸S              | OP     | 13    | 5     | 7     | 04.2            | 0（2人）        | 01着 | 松岡正海   | 56        | ダ1200m（良） | 1:09.9 (36.3)     | -0.2      | （ダイイチミラクル）   |
|        | 9.     | 6      | 新潟         | BSN賞              | OP     | 15    | 5     | 8     | 02.5            | 0（1人）        | 01着 | 松岡正海   | 57        | ダ1200m（良） | 1:10.1 (36.0)     | -0.0      | （ダイワエンパイア）   |
|        | 10.    | 11     | 東京         | ペルセウスS        | OP     | 16    | 3     | 6     | 06.1            | 0（2人）        | 01着 | 三浦皇成   | 57.5      | ダ1400m（良） | 1:22.7 (35.7)     | -0.4      | （ユビキタス）         |
|        | 11.    | 3      | 園田         | JBCスプリント      | JpnI   | 12    | 4     | 4     | 02.7            | 0（2人）        | 01着 | 松岡正海   | 57        | ダ1400m（良） | 1:25.6 (36.9)     | -0.2      | （スマートファルコン） |
| 2009   | 2.     | 1      | 東京         | 根岸S              | GIII   | 16    | 1     | 2     | 04.6            | 0（1人）        | 05着 | 松岡正海   | 59        | ダ1400m（重） | 1:22.8 (36.2)     | -0.7      | フェラーリピサ         |
|        | 2.     | 22     | 東京         | フェブラリーS      | GI     | 16    | 3     | 5     | 43.1            | （10人）        | 08着 | 松岡正海   | 57        | ダ1600m（稍） | 1:35.8 (36.2)     | -1.2      | サクセスブロッケン     |
|        | 3.     | 28     | ナドアルシバ | ドバイGS           | G1     | 12    |       | 11    |                 |                 | 04着 | 武豊       | 57        | ダ1200m（良） |                   |           | Big City Man           |
|        | 5.     | 27     | 浦和         | さきたま杯         | JpnIII | 12    | 8     | 12    | 03.9            | 0（2人）        | 02着 | 松岡正海   | 59        | ダ1400m（良） | 1:26.6 (36.8)     | -0.2      | スマートファルコン     |
|        | 7.     | 12     | 阪神         | プロキオンS        | GIII   | 16    | 6     | 12    | 03.4            | 0（2人）        | 03着 | 松岡正海   | 59        | ダ1400m（良） | 1:23.0 (36.1)     | -0.3      | ランザローテ           |
|        | 8.     | 14     | 盛岡         | クラスターカップ   | JpnIII | 12    | 8     | 13    | 01.1            | 0（1人）        | 01着 | 松岡正海   | 59        | ダ1200m（良） | 1:10.0            | -0.0      | （トーセンブライト）   |
|        | 9.     | 30     | 大井         | 東京盃             | JpnII  | 16    | 3     | 5     | 02.4            | 0（1人）        | 01着 | 松岡正海   | 58        | ダ1200m（不） | 1:11.3 (36.8)     | -0.3      | （スーニ）             |

## 血統表
| バンブーエールの血統                        | バンブーエールの血統                 | バンブーエールの血統                 | （血統表の出典）                     | （血統表の出典） |
| 父系                                        | ミスタープロスペクター系             | ミスタープロスペクター系             | ミスタープロスペクター系             |                  |
| 父 *アフリート Afleet 1984 栗毛             | 父の父Mr.Prospector 1970 鹿毛        | Raise A Native                       | Native Dancer                        | Native Dancer    |
| 父 *アフリート Afleet 1984 栗毛             | 父の父Mr.Prospector 1970 鹿毛        | Raise A Native                       | Raise You                            |                  |
| 父 *アフリート Afleet 1984 栗毛             | 父の父Mr.Prospector 1970 鹿毛        | Gold Digger                          | Nashua                               | Nashua           |
| 父 *アフリート Afleet 1984 栗毛             | 父の父Mr.Prospector 1970 鹿毛        | Gold Digger                          | Sequence                             |                  |
| 父 *アフリート Afleet 1984 栗毛             | 父の母Polite Lady 1977 鹿毛          | Venetian Jester                      | Tom Fool                             | Tom Fool         |
| 父 *アフリート Afleet 1984 栗毛             | 父の母Polite Lady 1977 鹿毛          | Venetian Jester                      | Venice                               |                  |
| 父 *アフリート Afleet 1984 栗毛             | 父の母Polite Lady 1977 鹿毛          | Friendly Ways                        | Green Ticket                         | Green Ticket     |
| 父 *アフリート Afleet 1984 栗毛             | 父の母Polite Lady 1977 鹿毛          | Friendly Ways                        | Ways to Learn                        |                  |
| 母 *レインボーウッド Rainbow Wood 1991 栗毛 | 母の父Rainbow Quest 1981 鹿毛        | Blushing Groom                       | Red God                              | Red God          |
| 母 *レインボーウッド Rainbow Wood 1991 栗毛 | 母の父Rainbow Quest 1981 鹿毛        | Blushing Groom                       | Runaway Bride                        |                  |
| 母 *レインボーウッド Rainbow Wood 1991 栗毛 | 母の父Rainbow Quest 1981 鹿毛        | I Will Follow                        | Herbager                             | Herbager         |
| 母 *レインボーウッド Rainbow Wood 1991 栗毛 | 母の父Rainbow Quest 1981 鹿毛        | I Will Follow                        | Where You Lead                       |                  |
| 母 *レインボーウッド Rainbow Wood 1991 栗毛 | 母の母Priceless Fame 1975 黒鹿毛     | Irish Castle                         | Bold Ruler                           | Bold Ruler       |
| 母 *レインボーウッド Rainbow Wood 1991 栗毛 | 母の母Priceless Fame 1975 黒鹿毛     | Irish Castle                         | Castle Forbes                        |                  |
| 母 *レインボーウッド Rainbow Wood 1991 栗毛 | 母の母Priceless Fame 1975 黒鹿毛     | Comely Nell                          | Commodore M.                         | Commodore M.     |
| 母 *レインボーウッド Rainbow Wood 1991 栗毛 | 母の母Priceless Fame 1975 黒鹿毛     | Comely Nell                          | Nellie L.                            |                  |
| 母系(F-No.)                                 | (FN:9-f)                             | (FN:9-f)                             | (FN:9-f)                             | [ § 2 ]          |
| 5代内の近親交配                             | Raise a Native 3×5、Nasrullah 5×5・5 | Raise a Native 3×5、Nasrullah 5×5・5 | Raise a Native 3×5、Nasrullah 5×5・5 | [ § 3 ]          |
| 出典                                        | 1. 2. 3.                             | 1. 2. 3.                             | 1. 2. 3.                             | 1. 2. 3.         |

### 主な近親
- 祖母Priceless Fameの産駒にSaratoga Six（父Alydar、デルマーフューチュリティーステークス）
- 祖母Priceless Fameから牝系が広がっており、近親にはLakeway（マザーグースステークスなどGI4勝）、Jilbab（コーチングクラブアメリカンオークス）、Ancient World（イタリアGIヴィットリオディカプア賞）などの活躍馬がいる。